# Brink (gra komputerowa)
Brink – strzelanka pierwszoosobowa stworzona przez studio Splash Damage i wydana przez Bethesdę na platformy Microsoft Windows, PlayStation 3 i Xbox 360. Jej premiera w Ameryce Północnej odbyła się 10 maja 2011, a w Europie 13 maja 2011.
W Brinku dwie frakcje, Resistance i Security walczą o kontrolę nad pływającym miastem-wyspą: The Ark. Akcja gry rozgrywa się w postapokaliptycznej przyszłości, gdzie Ziemia została zalana przez oceany.
Brink jest zintegrowany ze Steam i korzysta z Valve Anti-Cheat.

## Rozgrywka
Brink jest grą z gatunku first-person shooter z podziałem na zespoły i naciskiem na współpracę pomiędzy członkami zespołu. Gra posiada tryb jednoosobowy, kooperacji i wieloosobowy. Na serwerach jednocześnie może zmagać się do 16 graczy.
Gra zawiera edytor dający możliwość zmiany wyglądu swojej postaci oraz jej wyposażenia. W czasie gry, za wykonywanie określonych zadań, zdobywa się punkty doświadczenia, które następnie można wydać na odblokowanie dodatkowych zdolności i elementów wyposażenia.
Splash Damage opracowało na potrzeby gry unikatowy system poruszania się, nazwany SMART (Smooth Movement Across Random Terrain). Przy użyciu specjalnego przycisku, gracze mogą wykonywać różne ewolucje wzorowane na parkour.
Dostępne będą 4 klasy postaci: żołnierz, medyk, inżynier i szpieg. Żołnierz zaopatruje swoich towarzyszy w amunicję i używa ładunków wybuchowych do niszczenia ważnych celów. Inżynier może zwiększyć siłę rażenia broni i budować stacjonarne działka. Medyk ma możliwość leczenia nieprzytomnych członków swojego zespołu oraz tymczasowo zwiększać ich maksymalny poziom zdrowia. Szpieg posiada umiejętność przesłuchiwania przeciwników, w celu ustalenia pozycji pozostałych członków przeciwnego zespołu, może przeprowadzać także akcje sabotażowe oraz przebierać się za wroga.

## Fabuła
Akcja gry rozgrywa się w niedalekiej przyszłości w wielkim pływającym mieście Arka. W założeniu Arka miała być zamieszkiwana przez 5000 ludzi, ale fala nieproszonych imigrantów sprawiła, że miasto jest dziesięciokrotnie przeludnione. Przy tak dużej nadwyżce mieszkańców z czasem zaczęło brakować artykułów pierwszej potrzeby, takich jak jedzenie, woda i ubrania. W krótkim czasie doprowadziło to do bardzo napiętej sytuacji, a następnie do otwartego konfliktu pomiędzy imigrantami (ruch oporu) a rdzennymi mieszkańcami miasta (ochrona). Obie frakcje są grywalne.

## Zamówienia przedpremierowe
Do zamówień przedpremierowych gry dodawano specjalne bonusy w postaci elementów ubioru i wyposażenia postaci. Dostępne są cztery rodzaje bonusów: „Doom”, „Psycho”, „Fallout” i „Spec-Ops”.